# Фіскальна політика
Фіска́льна полі́тика — це регулювання доходів і витрат держави. Заходи фіскальної політики визначаються поставленою метою (боротьба з інфляцією, згладжування циклічних коливань економіки, зниження рівня безробіття). Держава регулює сукупний попит і реальний національний дохід за допомогою державних витрат, трансферних виплат і оподатковування.

## Фіскальна політика
Зміст фінансової політики уряду: цілі та інструменти. Податкова система: види податків, принципи оподаткування, суб’єкти та об’єкти оподаткування.
ПЛАН: 
- Поняття фіскальної політики.
- Стимулююча та стримуюча фіскальна політика.
- Податкова ставка. Принципи оподаткування.
- Державний бюджет. Дефіцит і профіцит державного бюджету.

### Поняття фіскальної політики. Нейтральна, стимулююча та стримуюча фіскальна політика
Фіскальна або податково-бюджетна політика — це один з інструментів державного втручання в економіку з метою подолання економічного спаду. Вона передбачає стягнення державних податків з усіх суб’єктів економіки, котрі мають будь-який дохід.
Три основних види фіскальної політики є:
- Нейтральна фіскальна політика зазвичай проводиться, коли економіка знаходиться в рівновазі. Державні витрати повністю фінансуються за рахунком податкових надходжень і в цілому результат бюджету має нейтральний вплив на рівні економічної активності.

- Стимулююча фіскальна політика охоплює державні витрати, що перевищують податкові надходження, і, як правило, проводиться в період економічного спаду. Вона також відома як рефляційна фіскальна політика. AD<AS: Для подолання рецесійного розриву збільшують сукупний попит (AD↑), щоб AD=AS. Збільшення AD↑ => (C↑+T↓) → дефіцит бюджету — це стимулююча фіскальна політика. (Т — державні податки, С — державні видатки, AS — сукупна пропозиція)

- Стримуюча фіскальна політика проводиться тоді,коли державні витрати нижче податкових надходжень, і, як правило, проводиться для погашення державного боргу. AD>AS (інфляційні очікування, ажіотажний попит) → «перегріта економіка». AD>AS — треба зменшити сукупний попит (AD↓) → (С↓+Т↑) → профіцит бюджету — це стримуюча фіскальна політика (рестрикційна).

Зміна сукупного попиту повинна визначатися за умови визначеного мультиплікатора.

### Податки і державний бюджет. Бюджетний дефіцит. Державний борг
Податки — це обов’язкові платежі, які держава стягує з окремих осіб, установ, організацій, у центральний або місцевий бюджет.
Пропорційне оподаткування:
- Податкова ставка незмінна, не залежить від рівня доходу.
- Виникає зацікавленість у зростанні доходів.
- Збільшується соціальна несправедливість.

Прогресивне оподаткування:
- Податкова ставка збільшується зі зростанням доходів.
- Обмежуються зростання та перерозподіл доходів.
- З’являються можливості для приховування доходів.

Особистий прибутковий податок:

Платники податків: наймані працівники і власники підприємств.
Державний бюджет. Дефіцит і профіцит державного бюджету. Фінансування дефіциту та використання профіциту. Проблеми, критика, ускладнення фіскальної політики
Державний бюджет — це головний фінансовий документ держави, що складається з дохідної та видаткової частини.
Доходи:
- Податки з громадян (18%)
- Податки з підприємств (18%)
- Податок на додану вартість (20%)
- Акциз
- Податок на землю (3%)
- Місцеві податки та збори (0,5%)
- Неподаткові надходження (25%)
- Доходи від операцій з капіталом
- Цільові фонди.

Видатки:
- Обслуговування зовнішнього та внутрішнього боргу
- Оборона, громадський порядок, безпека та суди
- Економічна діяльність (інвестиції державних підприємств)
- Соціальний захист
- Охорона здоров’я
- Освіта
- ЖКГ

Дефіцит — це перевищення видатків над надходженнями. Якщо дефіцит > 7% — це дефолт.
Циклічний дефіцит виникає в період спаду або економічної кризи. Профіцит частіше виникає на класичному відрізку AS, або ближче до нього.

Шляхи фінансування дефіциту:
- Отримання позики або у власних громадян, з-за кордону. Тому виникає державний або іноземний борг, який потрібно обслуговувати.
- Випуск облігацій.
- Емісія грошей та їх інвестування у державні підприємства, котрі випускають високоліквідну продукцію. В процесі виробництва створюється нова вартість, частина якої іде на покриття дефіциту бюджету.

Використання профіциту — погашення боргових зобов’язань.

Проблеми, критика, ускладнення:
	

Є велика різниця між фіскальною політикою на папері та фіскальною політикою на практиці.
- Проблема часу (час між початком спаду або інфляції і тим моментом, коли усвідомлюють, що це насправді відбулося називають час розпізнавання, тому важливо здійснювати економічний прогноз).
- Адміністративний лад — це механізм демократії, що працює надзвичайно повільно, а отже час втрачається.

Політичні проблеми:
- Мета політиків — це необов’язково діяльність в інтересах національної економіки, а прагнення до переобрання.
- Політичний діловий цикл може базуватися на популістських заходах, щоб отримати максимальну підтримку виборців. Такі рішення дестабілізують економіку.
- Ефект витіснення вказує на те, що стримуюча фіскальна політика (емісія) підвищує і% і зменшує ID, що послабляє або взагалі ліквідує стимули фіскальної політики для виробників.
- Теорема еквівалентності Рікардо: фінансування дефіциту через отримання позик має такий самий обмежувальний вплив на ВВП, як і фінансування його через зростання податків. Бюджетний дефіцит — це державні від’ємні заощадження, що своєю чергою спричиняють зростання приватних заощаджень.

## Державний бюджет
| А (податки) | П (видатки) |
| --- | --- |
| - Податки є основною статтею - Податкова ставка: пропорційна, прогресивна, регресивна | Види видатків: 1. Трансфертні платежі (ТП): держава платить, але сама не отримує нічого 2. Видатки на товари та послуги (проста купівля)        |
| Типи податків: - прямі податки, напр. податок на особисті доходи (13 %) - непрямі податки: - акцизи (напр. ПДВ), - фіскальні монополії: виключне право держави на випуск державних товарів на сіль, спирт, - мито на імпортовані товари: % або певна сума | Поділ видатків за сферами на: - оборонні - фінансовий розвиток нар. господарства - соціальні - виплата процентів - утримання державного апарату |
| Якщо А > П: активний сальдо | А < П: дефіцит нац. бюджету; дефіцит на кілька % ВВП є необтяженим; дефіцит > 15 % є небезпечним                                                |